# Frederik Köster

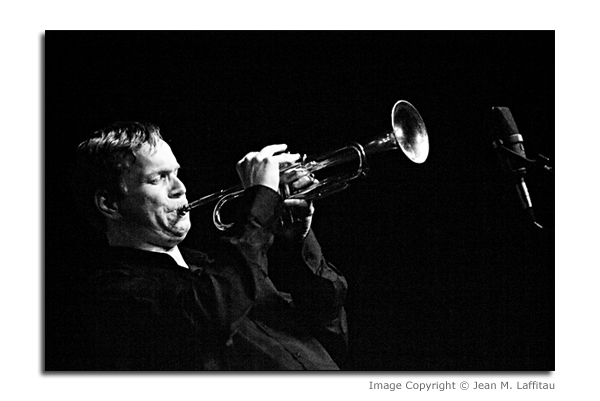
Frederik Köster 2009

Frederik Köster (* 14. Oktober 1977 in Olsberg) ist ein deutscher Jazztrompeter, -komponist und -arrangeur. Nach Ansicht von Die Welt hat Deutschland mit ihm einen neuen Trompetenstar.

## Leben und Wirken

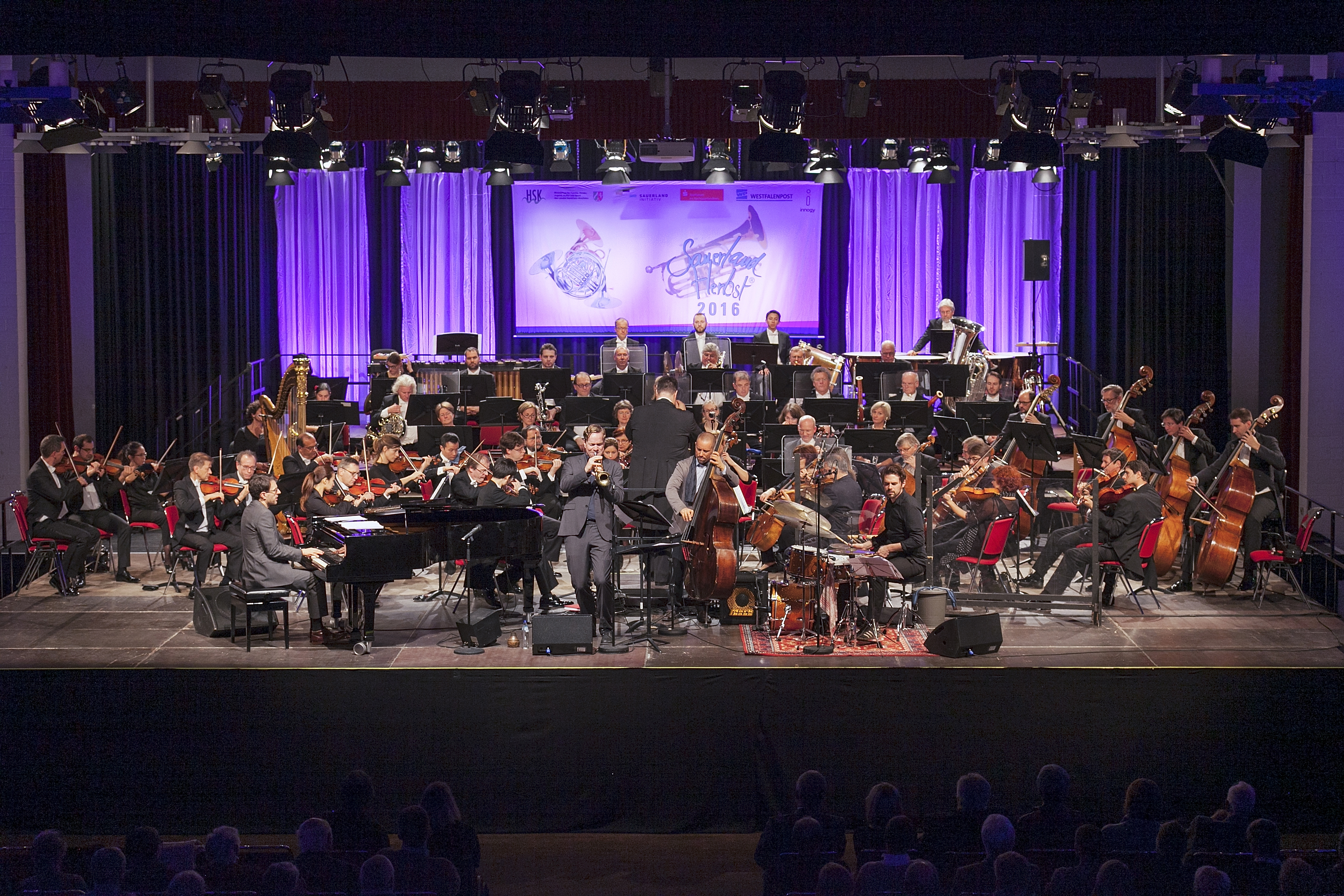
2016 mit dem Philharmonischen Orchester Hagen

Köster wuchs in seinem sauerländischen Heimatort als Sohn des Musiklehrers Friedel Köster auf. Er studierte zunächst Schulmusik in Detmold bei Max Sommerhalder und anschließend Jazztrompete sowie Jazz-Komposition und -Arrangement an der Musikhochschule Köln. Im BundesJugendJazzOrchester war er von 2001 bis 2005 als Solist, Komponist und Arrangeur unter der Leitung von Peter Herbolzheimer tätig. Seit 2007 lehrt er am Institut für Musik der Hochschule Osnabrück als Professor für Jazz-Trompete (auch hat er seit 2010 einen Lehrauftrag an der Hochschule für Musik und Theater Hannover).
Neben seiner Lehrtätigkeit ist Köster in verschiedenen Projekten tätig. So spielte er als Trompeter mit Albert Mangelsdorff, Randy Brecker, Ack van Rooyen und Lalo Schifrin, sowie Nina Hagen, den Sportfreunden Stiller und Jazzkantine. Außerdem arbeitete er zusammen mit Johannes Enders, Florian Weber, Simon Nabatov, Nils Wogram, Michael Wollny, Nils Landgren, Jane Monheit, Nils Petter Molvær, der WDR Big Band Köln, der hr-Bigband und der Peter Herbolzheimer Rhythm Combination & Brass. 
Als Komponist und Arrangeur schrieb Köster u. a. für die WDR Big Band, NDR Big Band, das Osnabrücker Symphonieorchester, das Philharmonische Orchester Hagen, das Cologne Contemporary Jazz Orchestra, Tom Gaebel. Er unternahm mit Bands Konzertreisen ins europäische Ausland und nach Südafrika und Namibia. 
Mit seinen Bands spielte Köster auf namhaften Jazz-Festivals wie dem JazzBaltica, Moers Festival, Euro Jazz Festival in Mexiko-Stadt oder dem North Sea Jazz Festival und tourte auf Einladung des Goethe-Instituts durch Mexiko, Nicaragua, Costa Rica, Honduras, Portugal, Holland, Belgien, die Mongolei, Malaysia, die Türkei und Indien. In den letzten Jahren hat sich sein Sound verändert; er klingt jetzt wie eine „deutsche Jazz-Combo mit amerikanischem Jazz-Appeal“.
Köster spielt seit Juni 2013 auch in der Band von Trilok Gurtu, mit der er international auf Tournee war. Er ist zudem Mitglied des Kölner Jens Düppe Quartetts und hat mit ihm seit 2015 fünf Alben eingespielt.

## Preise und Auszeichnungen

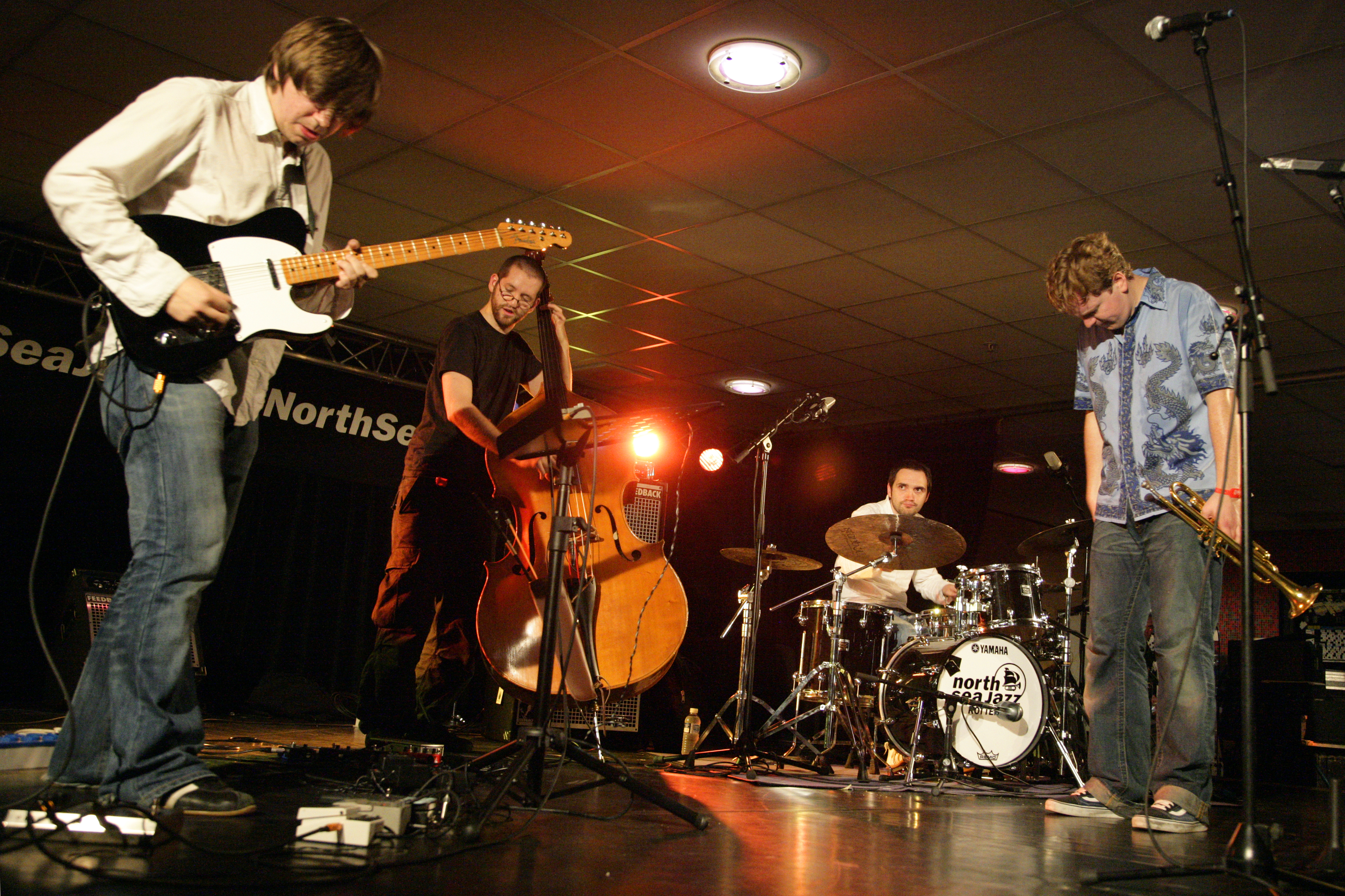
Frederik Köster Quartet, 2007

Im September 2006 erhielt er beim Jazz Hoeilaart International Contest in Belgien den Preis für den besten Solisten. Zusammen mit seinem Frederik Köster Quartet erhielt er 2009 den mit 10.000 Euro dotierten Neuen Deutschen Jazzpreis, und parallel auch den Preis als bester Solist. 2010 wurde sein Album „Zeichen der Zeit“ mit dem Echo Jazz in der Kategorie Instrumentalist des Jahres national (Blechinstrumente/Brass) ausgezeichnet. Ebenfalls 2010 erhielt er den mit 10.000 Euro dotierten WDR-Jazzpreis in der Kategorie „Improvisation“. 
2013 wurde ihm der Westfalen-Jazz-Preis verliehen, da es ihm „auf meisterhafte Weise gelingt .., mit ganz individuellem Ton auf seinem Instrument, kompositorischer Fantasie und ungebremster Improvisationsfreude Vielfalt und Klarheit in seiner Musik zu vereinen.“  2017 erhielt Köster seinen zweiten Echo Jazz als bester Blechbläser für sein Album „Canada“, das er zusammen mit dem Pianisten und Komponisten Sebastian Sternal eingespielt hat.

## Diskografische Hinweise
- Frederik Köster Quartet Constantly Moving (2006)
- Frederik Köster Jazz Orchester Soundtrack - Live im Stadtgarten (2008)
- Frederik Köster Quartett Zeichen der Zeit (Traumton, 2009)
- Frederik Köster Quartett Momentaufnahme (Traumton, 2011)
- Frederik Köster Die Verwandlung (Traumton, 2013, mit Sebastian Sternal, Joscha Oetz, Jonas Burgwinkel sowie Tobias Christl)
- Frederik Köster / Die Verwandlung Tension / Release (Traumton, 2015, mit Sebastian Sternal, Joscha Oetz, Jonas Burgwinkel sowie Tobias Christl)
- Frederik Köster / Sebastian Sternal Canada (Traumton, 2015)
- Frederik Köster / Die Verwandlung + Philharmonisches Orchester Hagen Homeward Bound Suite (Traumton, 2018 mit Sebastian Sternal, Joscha Oetz, Jonas Burgwinkel)
- Frederik Köster / Die Verwandlung Golden Age (Traumton, 2020, mit Sebastian Sternal, Joscha Oetz, Jonas Burgwinkel)[5]
- Frederik Köster / Die Verwandlung Stufen (Traumton, 2023)

Mitarbeit an Alben anderer Künstler/Projekte (Auswahl)
- Biréli Lagrène & WDR-Big Band (2006)
- Klaus Doldinger’s Passport & WDR Big Band (2008)
- Curse Freiheit (2008)
- Hannah Köpf Stories Untold (2010)
- Heiner Schmitz & Cologne Contemporary Jazz Orchestra feat. Christian Brückner, Frederik Köster Odyssee (2012)
- Sirocco Saxophone Quartet feat. Frederik Köster: Levante (Traumton, 2019)
- Sebastian Sternal Sternal Symphonic Society (Traumton)
- Sebastian Sternal Sternal Symphonic Society - Vol. II (Traumton, 2015)
- Trilok Gurtu God Is a Drummer (Jazzline Records, 2020)